# Пиелисъярви

Расположение Пиелисярви, 1960

Пиелисъярви (фин. Pielisjärvi) — бывшая финская волость, расположенная в провинции Северная Карелия. В 1936—1972 годах окружала город Лиекса. 1 января 1973 вошла в состав этого города.
Соседними волостями Пиелисъярви были Эно, Иломантси, Юука, Контиолахти, Кухмо и Нурмес. На северо-востоке Пиелисъярви граничила с Советским Союзом.
В 1970 году в волости проживало 16 150 жителей.

## Персоналии
- Микко Ойнонен (1883—1956) финский художник
- Йорма Риссанен (род. 1932) учёный
- Эва Рююнянен (1915—2001) скульптор, умерла в г. Лиекса